# Iron Man (jogo eletrônico)
Iron Man é um jogo de vídeo game de 2008, produzido pela Sega e baseado no filme de mesmo nome. O jogo foi lançado em 2 de maio de 2008 para coincidir com o lançamento do filme nos cinemas. No Brasil o jogo distribuido em todas as plataformas pela NC games, acompanhando o álbum de figurinhas do filme, em parceria com a Panini. O jogo foi públicado pela Sega, e lançado para o PlayStation 3, Xbox 360 (desenvolvidos pela Secret Level), PlayStation 2, PSP, Nintendo DS, Wii, PC (desenvolvidos pela Artificial Mind and Movement) e telofones móveis. O jogo dispõe das vozes de Robert Downey Jr., Terrence Howard e Shaun Toub, reprisando os seus papeis do filme.

## Personagens
- Tony Stark/Homem de Ferro
- Tenente-coronel Colonel James Rhodes
- Dr. Ho Yinsen
- Obadiah Stane/Monge de Ferro
- Pepper Potts
- J.A.R.V.I.S.
- Bruno Horgan/Melter
- Homem de Titânio/Boris Bullski
- Marc Scarlotti/Chicote Negro
- Whitney Frost/Madame Máscara
- Basil Sandhurst/Controlador
- Raza

## Ligações Externas
- Site Oficial(em inglês)
- Manuais do jogo
- Página do jogo no Xbox Brasil
- Ficha do jogo no GameStart
- Ficha do jogo no UOL Jogos